# 瓦特维尔附近多伯夫
瓦特维尔附近多伯夫（法語：Daubeuf-près-Vatteville，法語發音：[dobœf pʁɛ vatvil]）是法国厄尔省的一个市镇，位于该省东北部，属于莱桑德利区。

## 地理
瓦特维尔附近多伯夫（49°16'5"N, 1°18'10"E）面积11.35 平方千米，位于法国诺曼底大区厄尔省，该省份为法国北部内陆省份，北起滨海塞纳省，西接奧恩省和卡爾瓦多斯省，南至厄尔-卢瓦省，东临瓦兹省、瓦兹河谷省和伊夫林省。
与瓦特维尔附近多伯夫接壤的市镇（或旧市镇、城区）包括：科内勒、埃尔克维尔、厄克维尔、米伊、拉罗凯特、瓦特维尔。

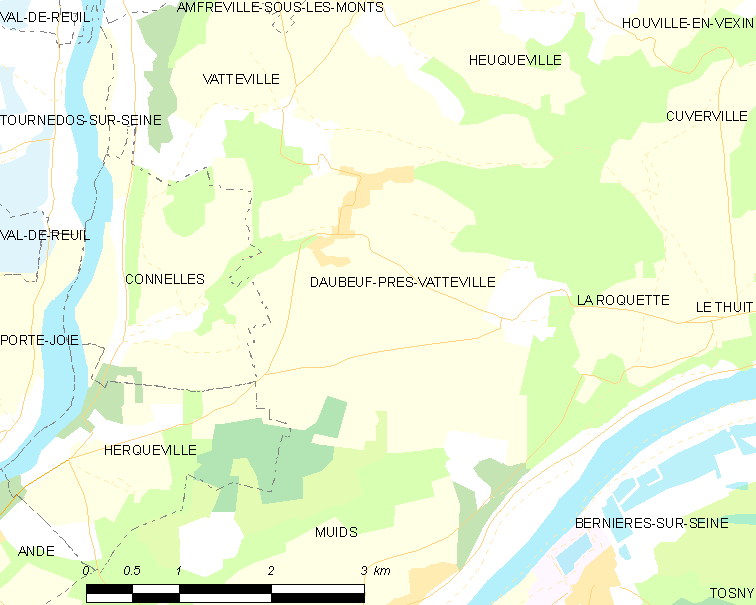
瓦特维尔附近多伯夫的OSM定位图

瓦特维尔附近多伯夫的时区为UTC+01:00、UTC+02:00（夏令时）。

## 行政
瓦特维尔附近多伯夫的邮政编码为27430，INSEE市镇编码为27202。

## 政治
瓦特维尔附近多伯夫所属的省级选区为莱桑德利县。

## 人口

1962-2008年间瓦特维尔附近多伯夫人口变化图示

瓦特维尔附近多伯夫于2022年1月1日时的人口数量为460人。